# Súng ngắn liên thanh
Súng ngắn liên thanh (machine pistol) là một loại súng cầm tay có khả năng bắn liên thanh, và sử dụng đạn của súng ngắn. Thông thường tầm bắn hiệu quả của súng ngắn liên thanh không vượt quá 200 mét.
Trong các ngôn ngữ như tiếng Nga và tiếng Đức, người ta gọi loại súng này là "súng ngắn máy" (Пистолет-пулемёт, Maschinenpistole). Trong tiếng Anh, loại súng này được gọi là "súng máy cỡ nhỏ" (submachine gun) theo tên gọi của "Súng máy cỡ nhỏ Thompson" do chuẩn tướng John Taliaferro Thompson sáng chế.
Súng ngắn liên thanh là một bộ phận của nhóm súng tiểu liên.

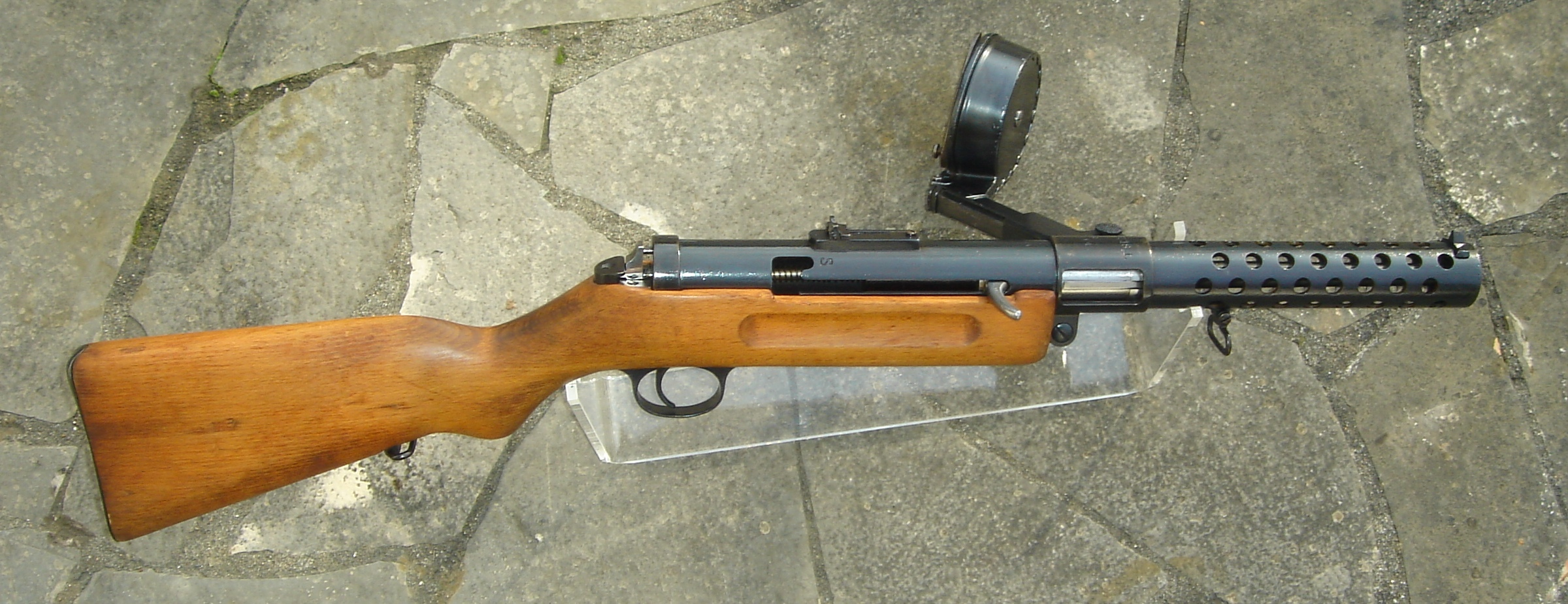
MP 18
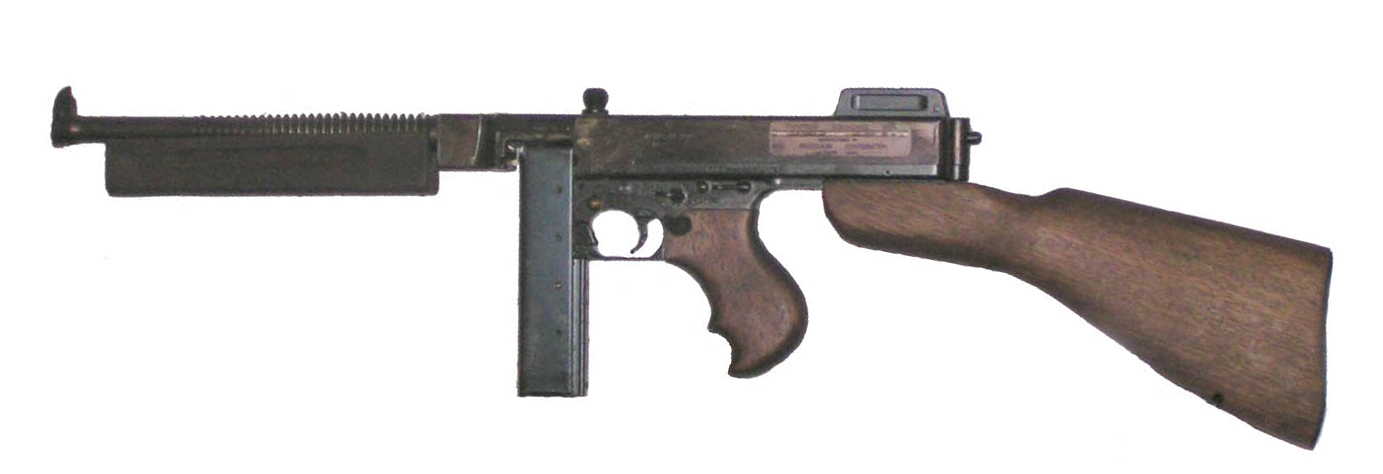
Tiểu liên Thompson
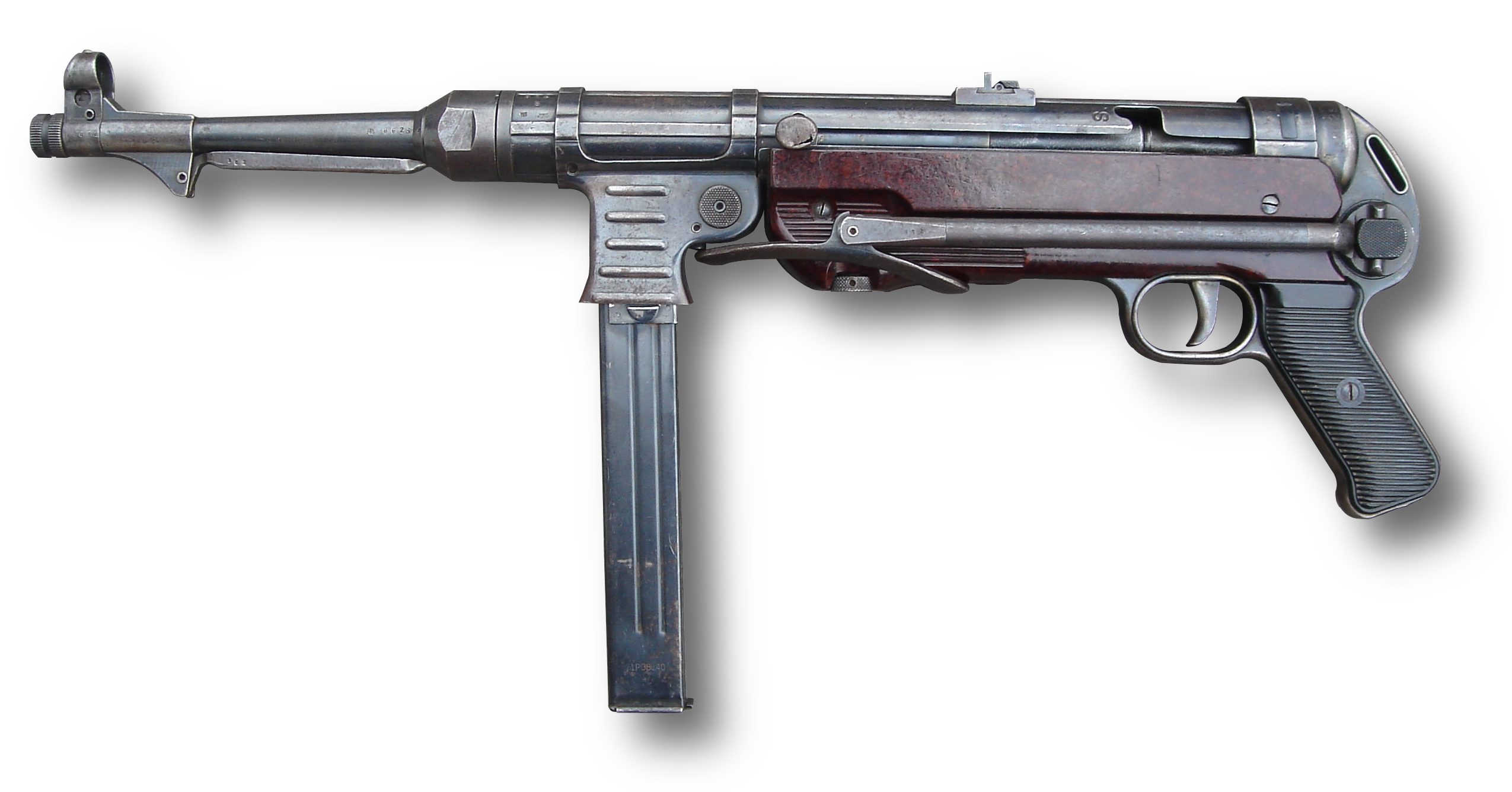
MP40
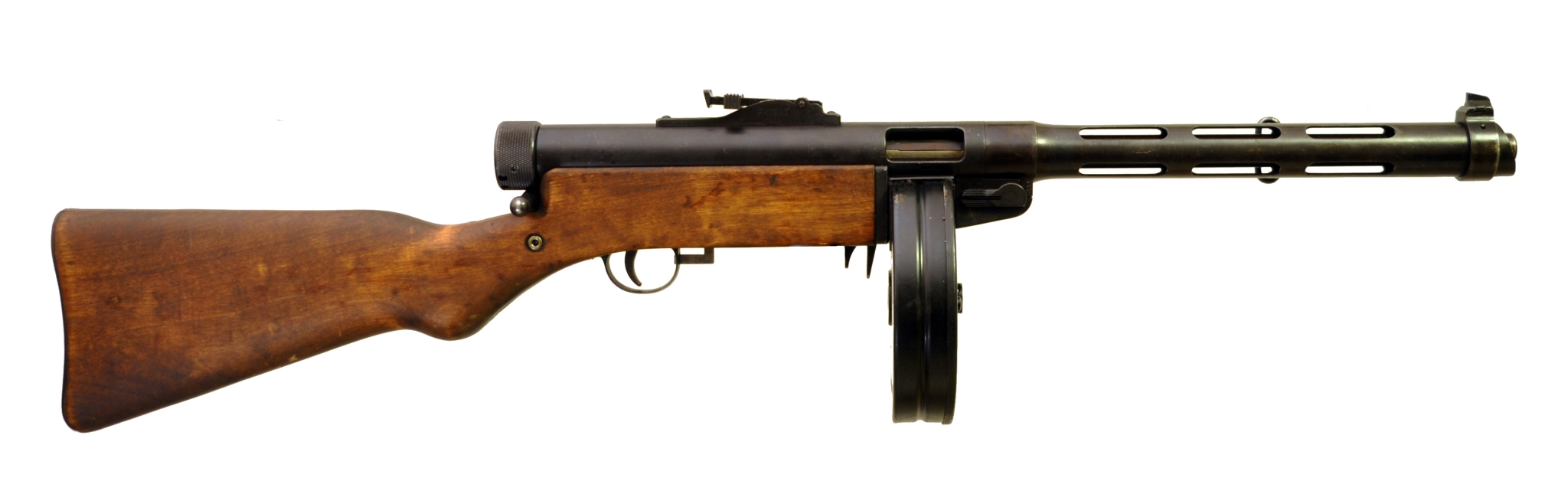
Suomi KP-31
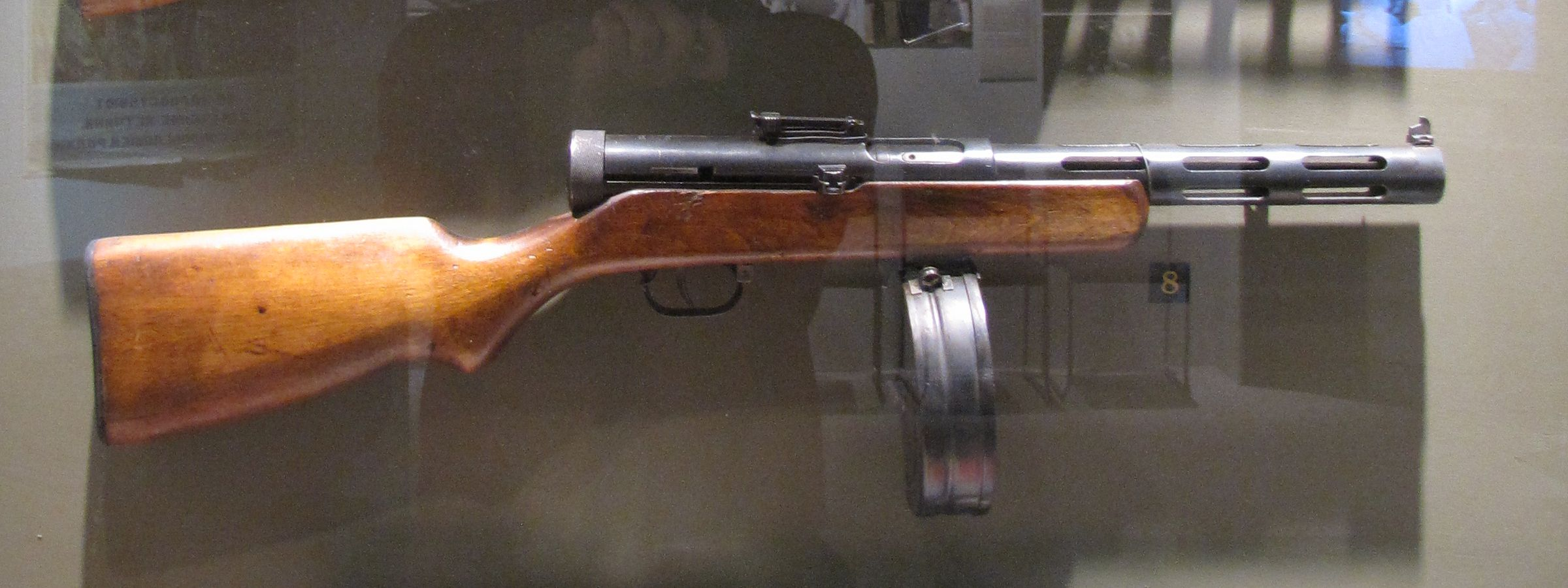
PPD-40
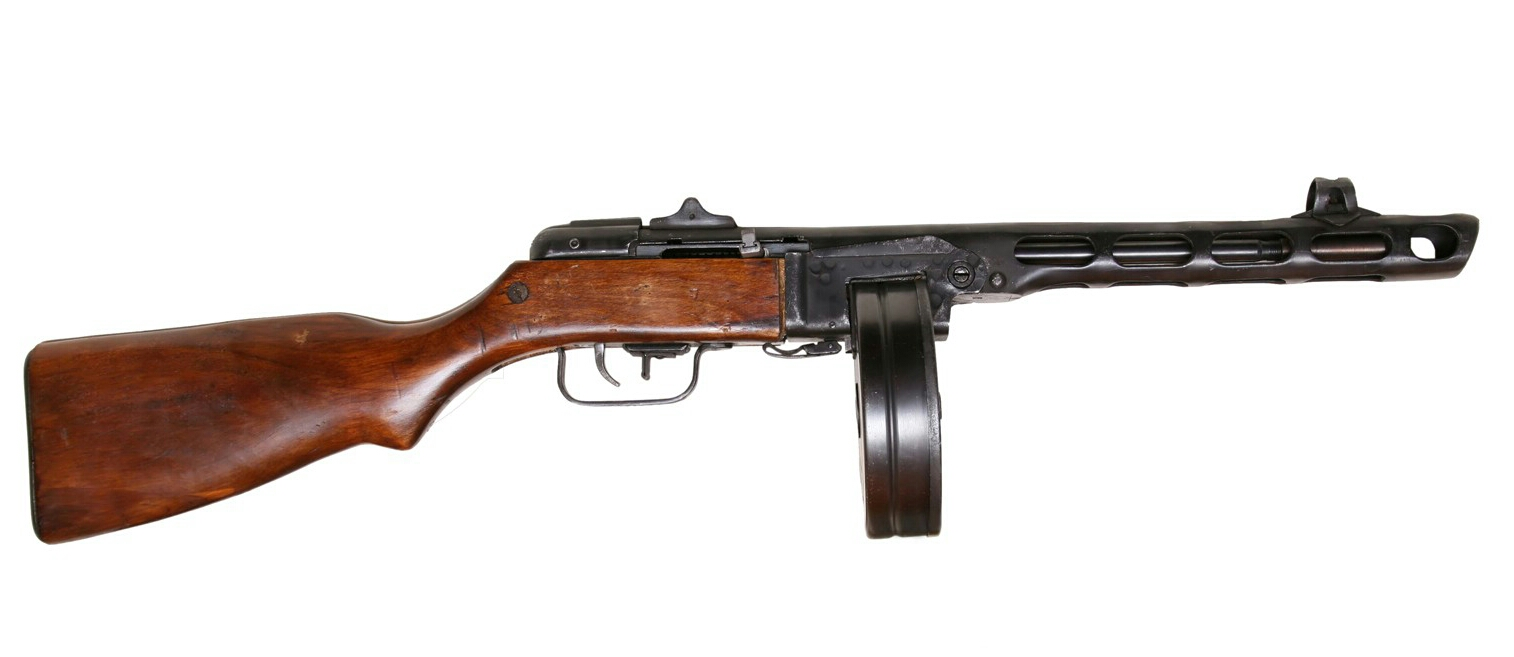
PPSh-41
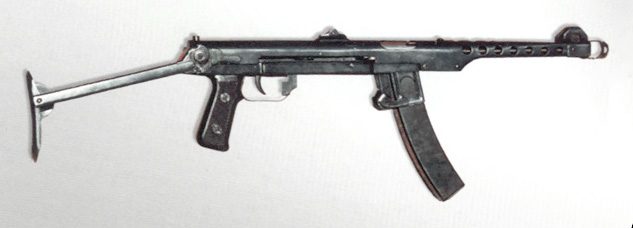
PPS-43
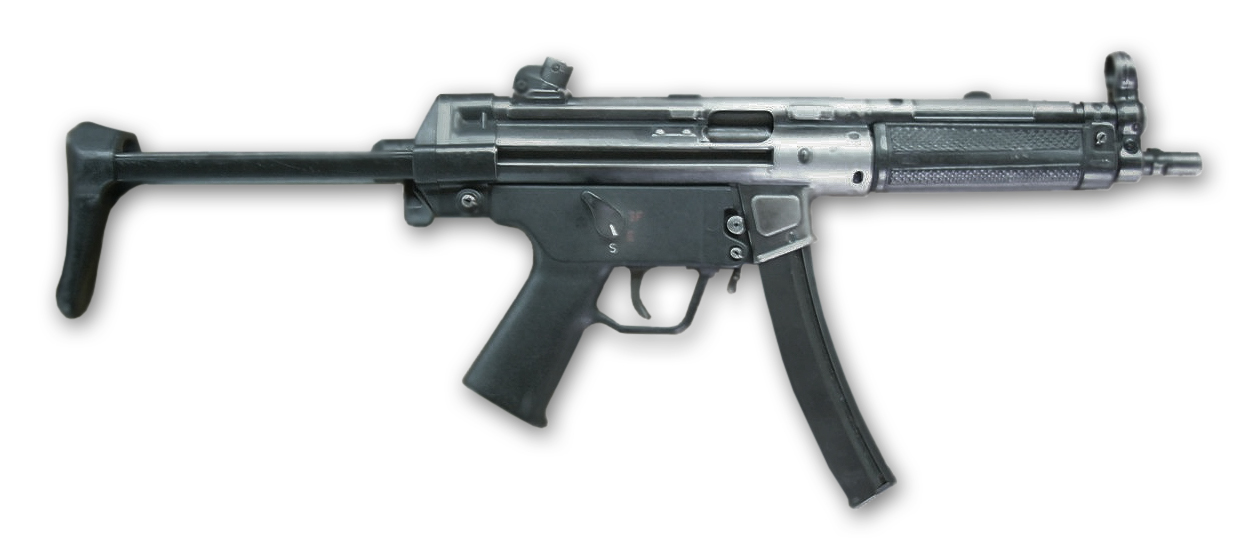
Heckler & Koch MP5
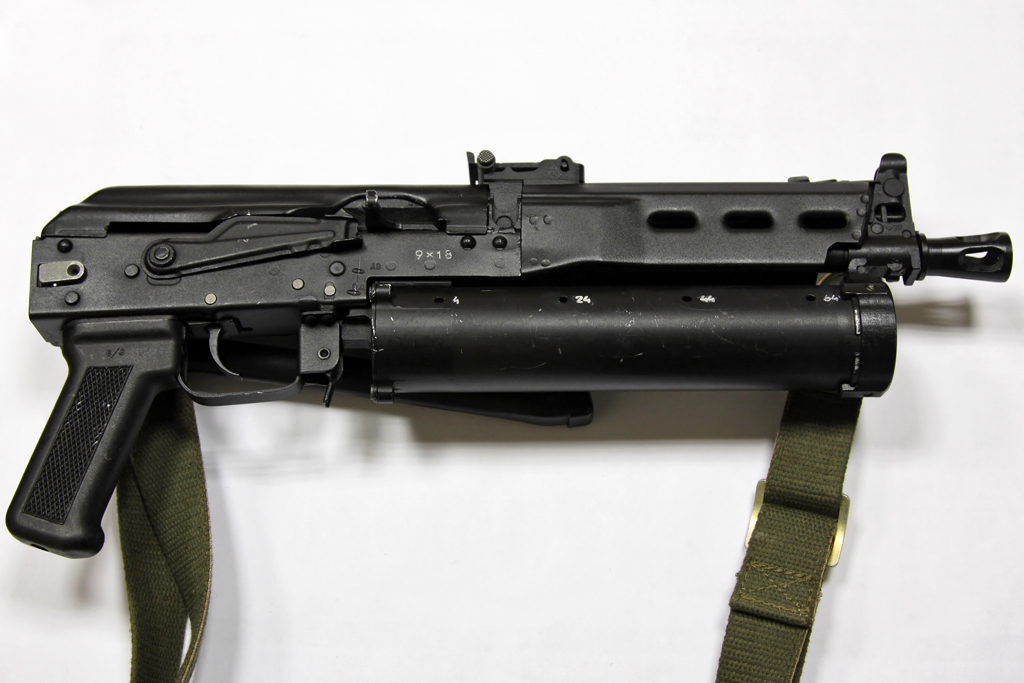
PP-19 Bizon
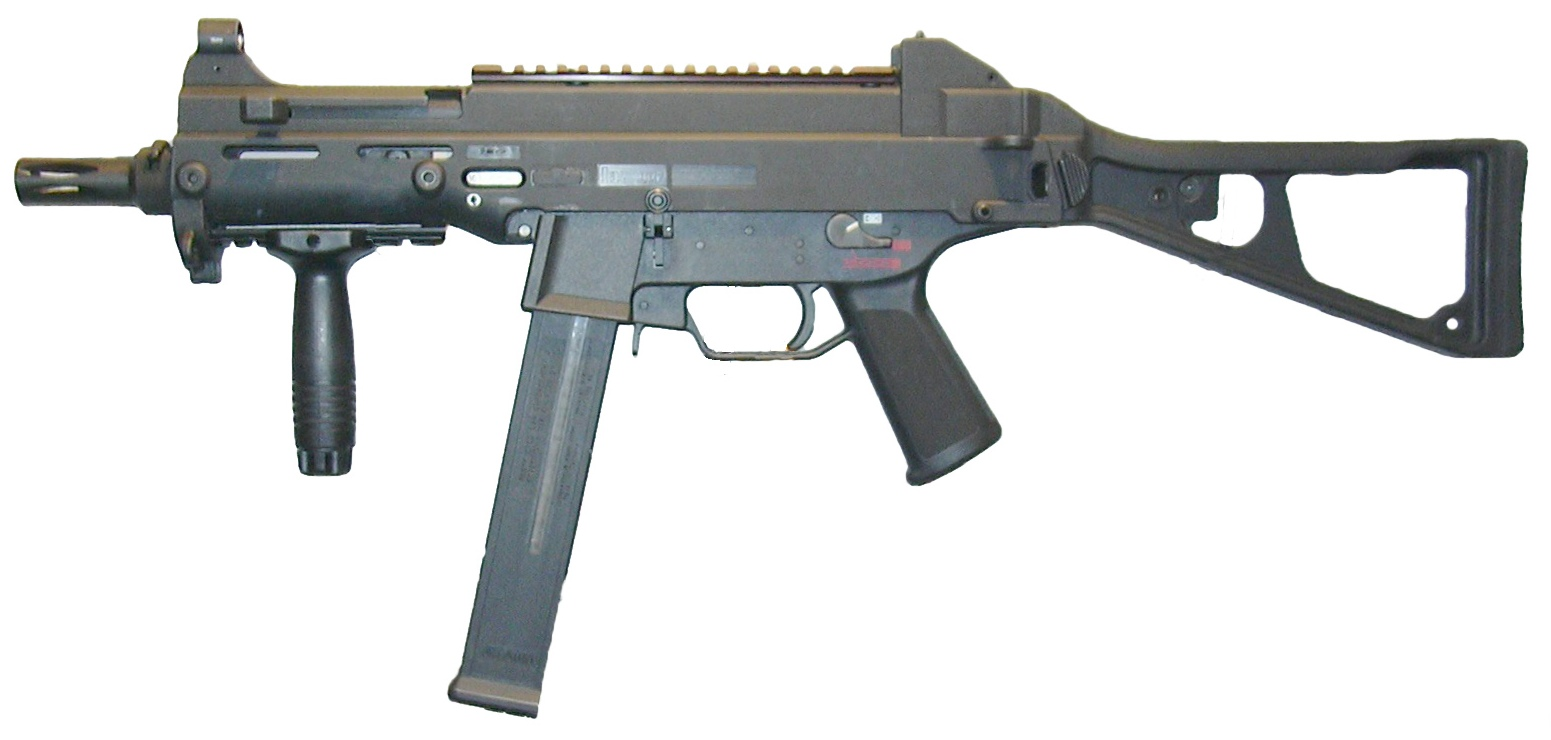
Heckler & Koch UMP
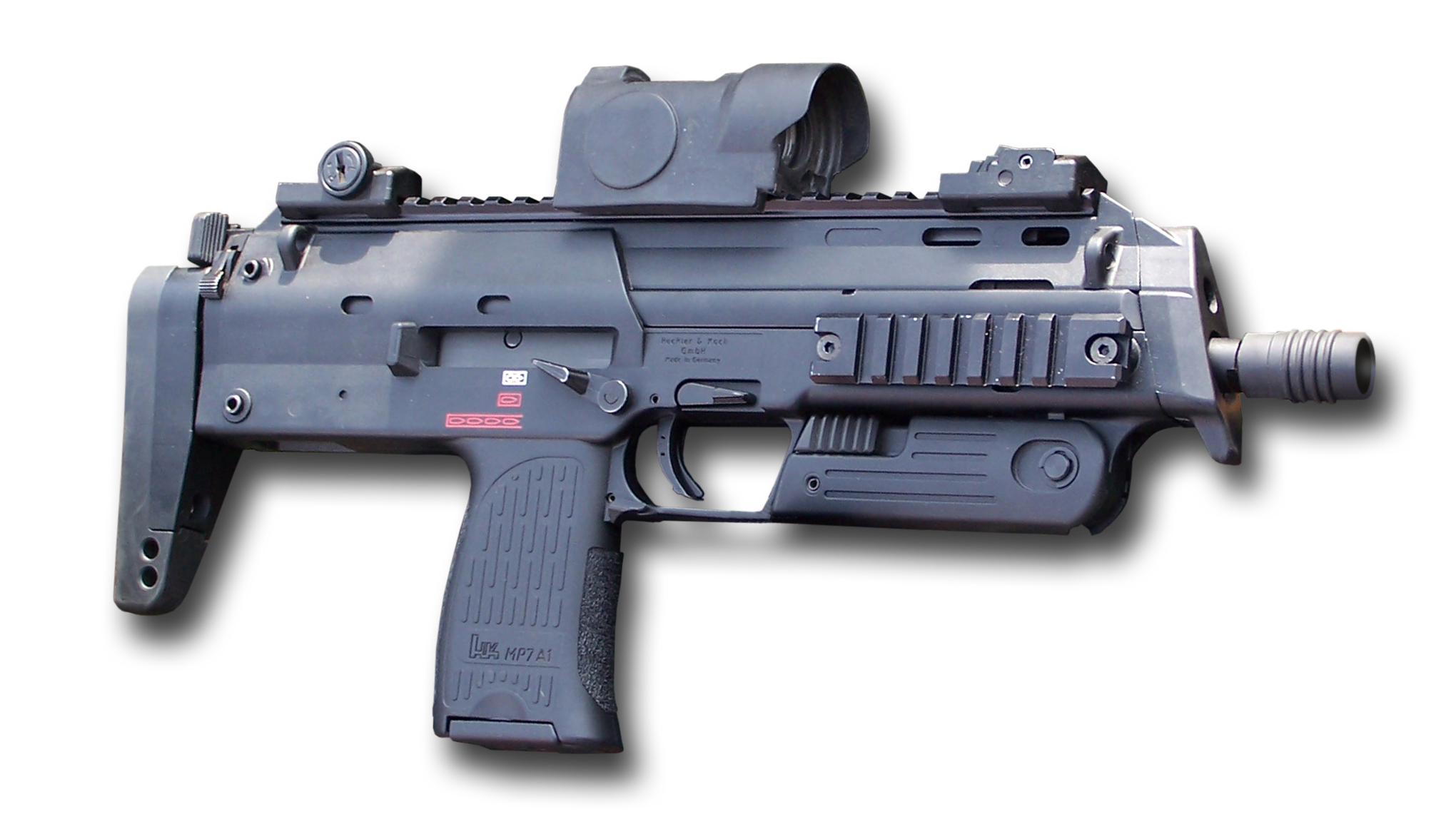
Heckler & Koch MP7
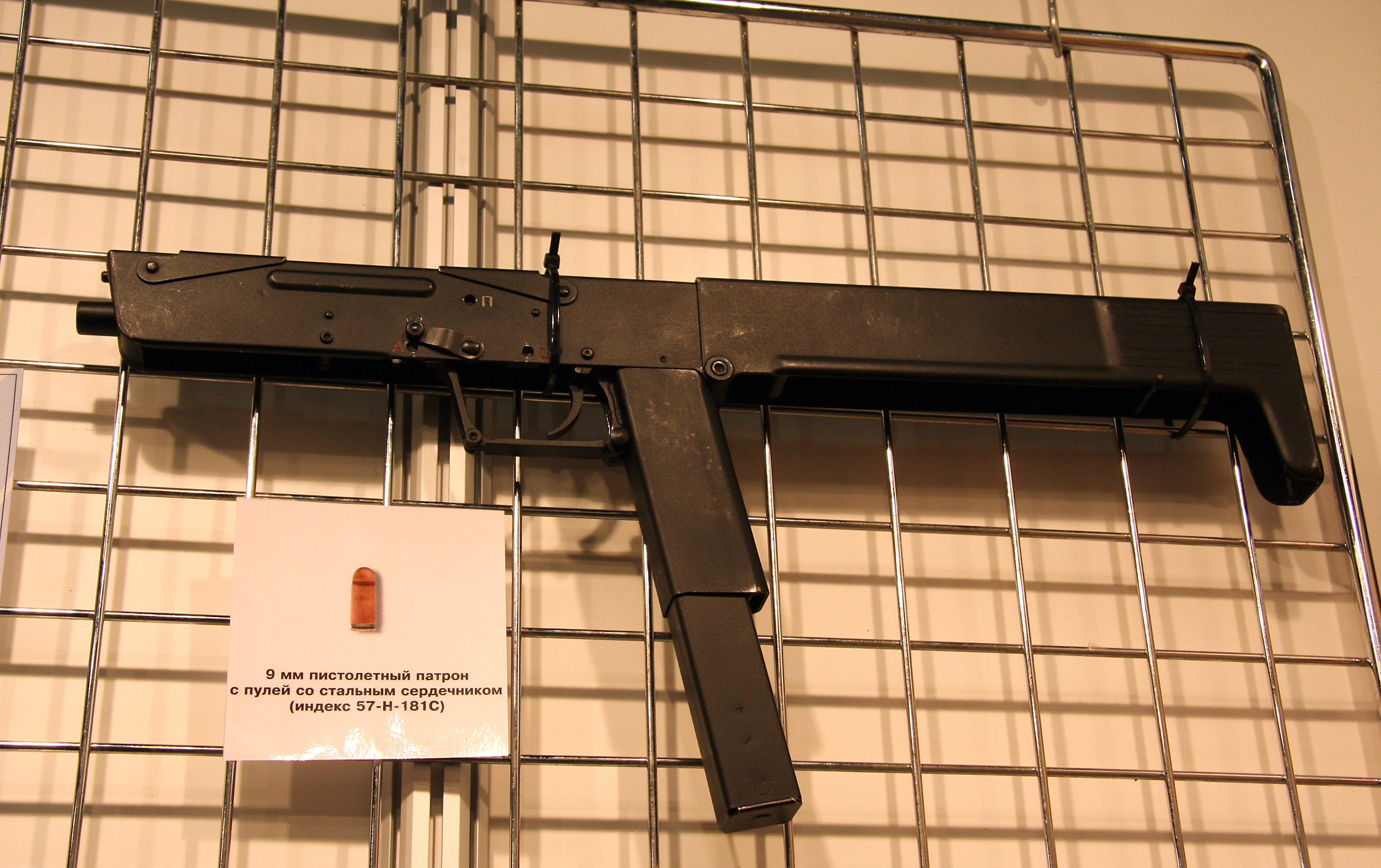
PP-90
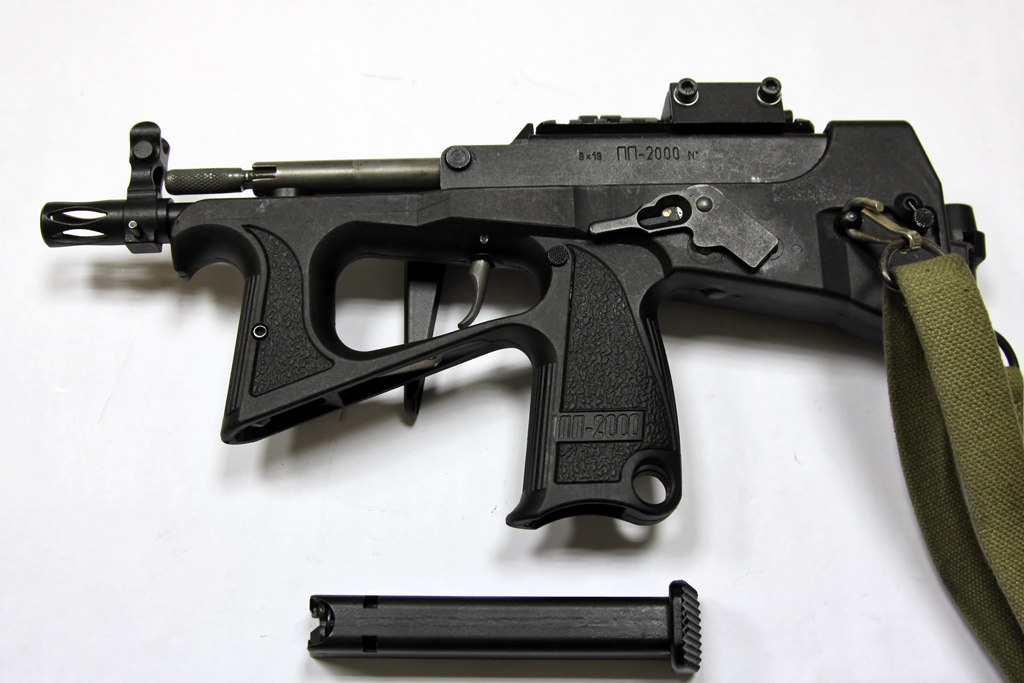
PP-2000
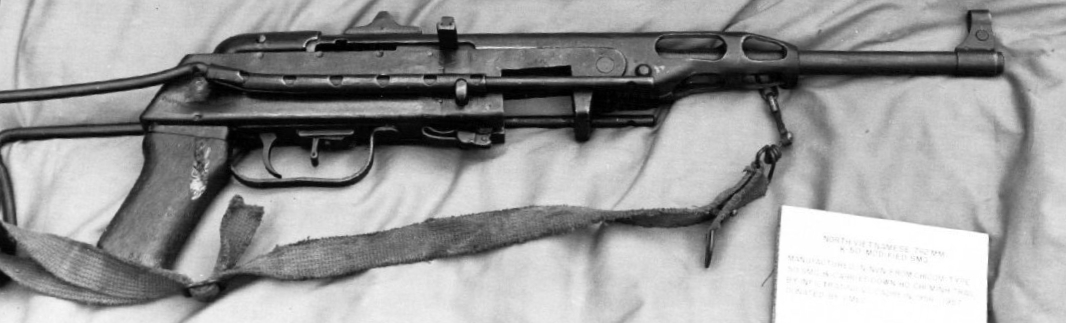
K-50M
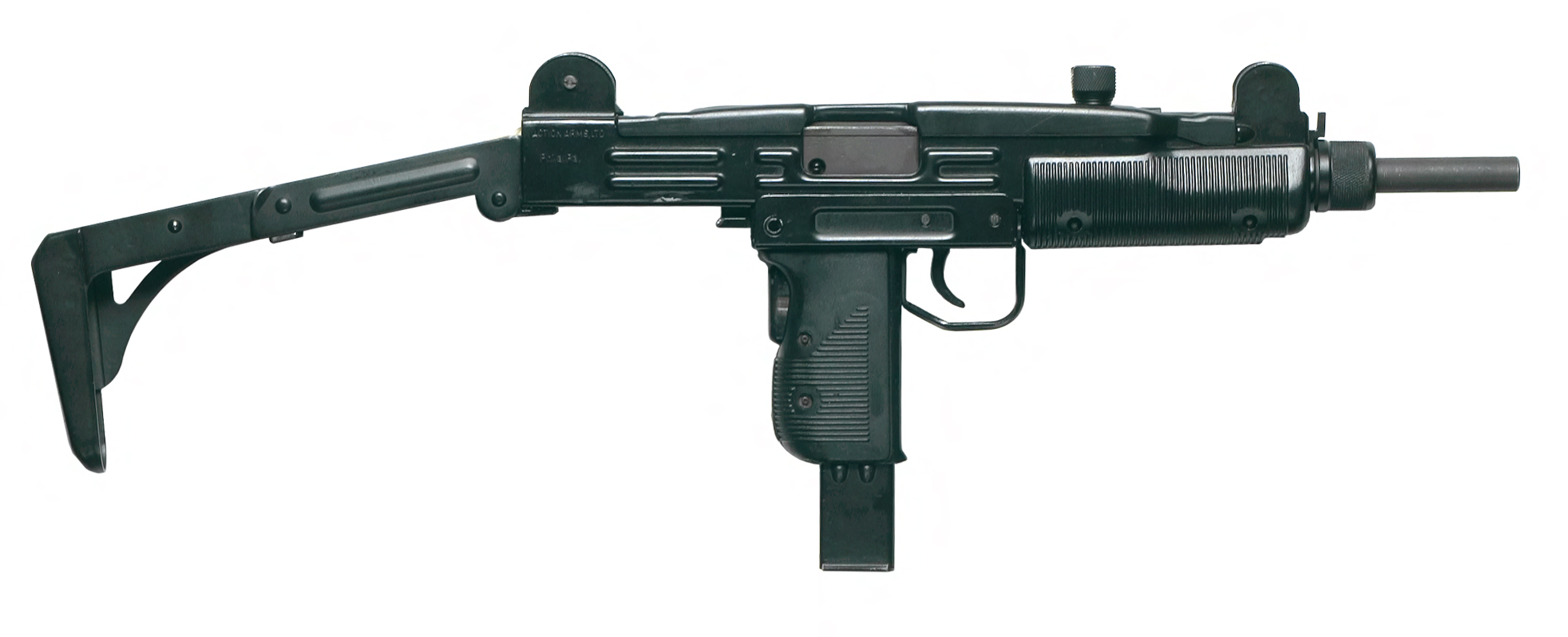
Uzi
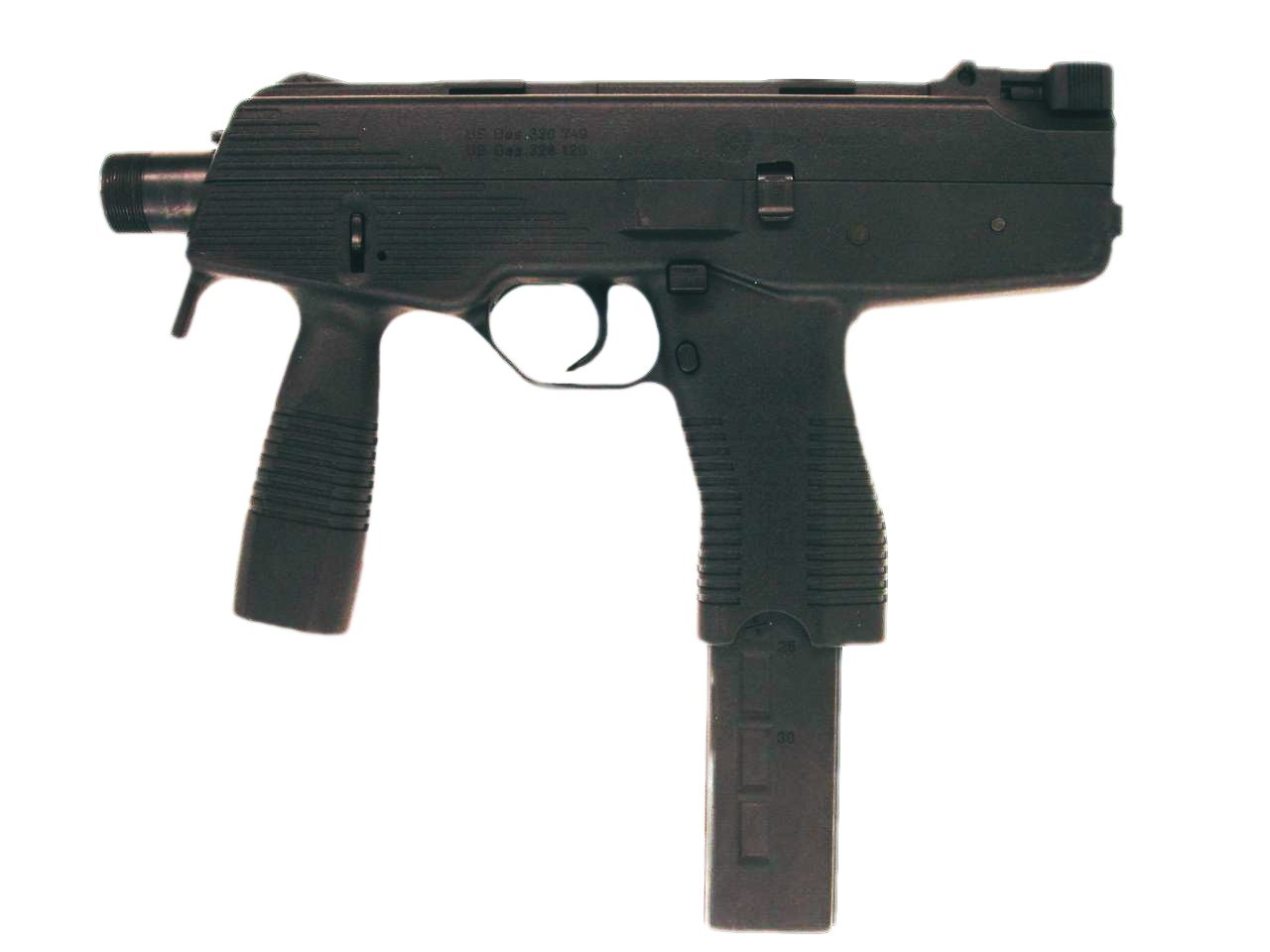
Steyr TMP
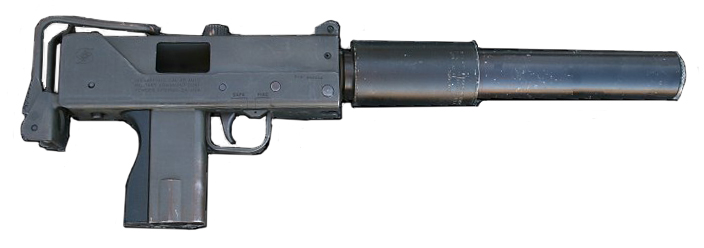
MAC-10
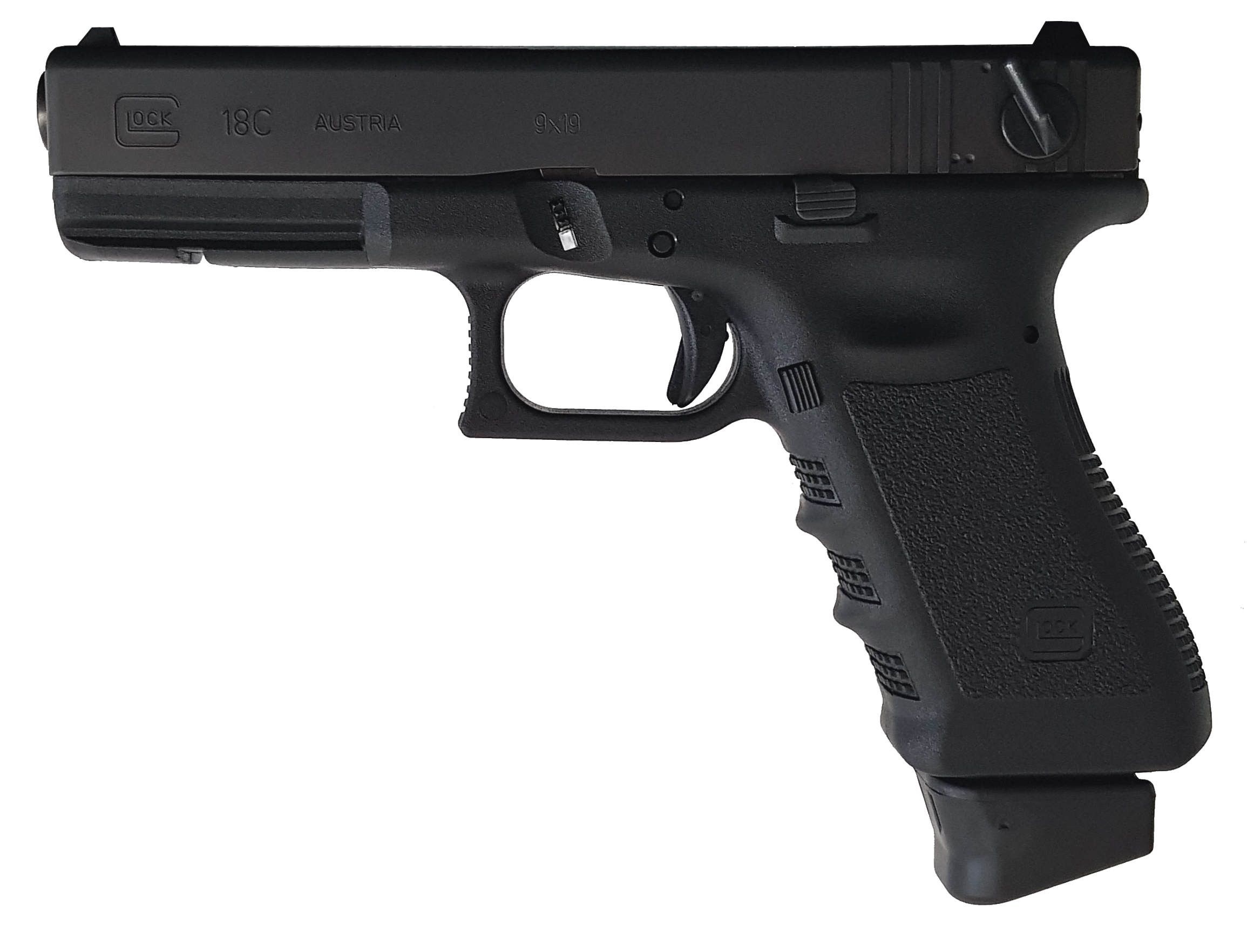
Glock 18C
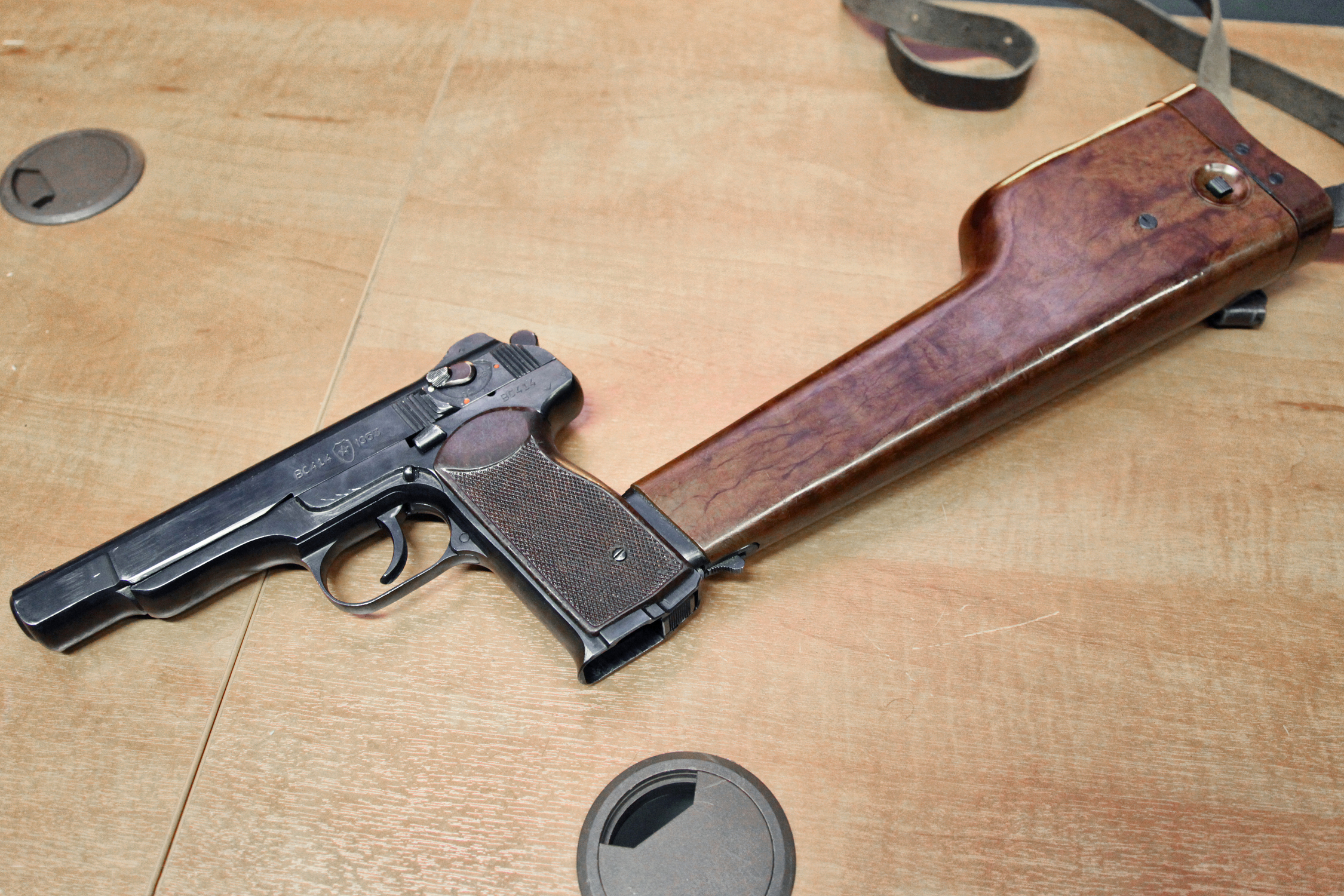
Stechkin APS
Beretta 93RBeretta 93R
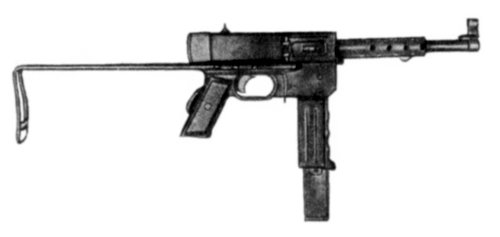
MAT-49
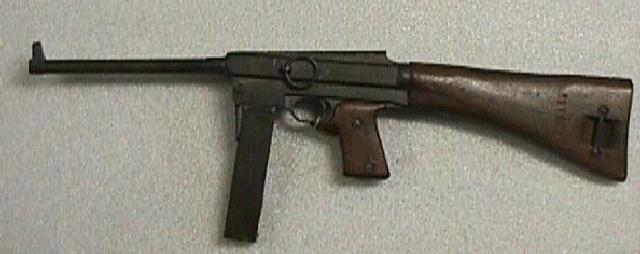
MAS-38
Brügger & Thomet MP9Brügger & Thomet MP9
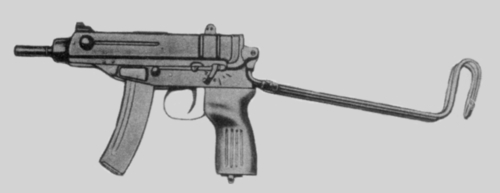
Skorpion vz. 61